# Porites nigrescens
Porites nigrescens is een rifkoralensoort uit de familie van de Poritidae. De wetenschappelijke naam van de soort is voor het eerst geldig gepubliceerd in 1848 door Dana.